# 2 Times
2 Times è la canzone di debutto della cantante inglese Ann Lee. È stato pubblicato in Italia nel dicembre 1998 dalla casa discografica X-Energy come singolo del suo album di debutto Dreams (1999), ed è stato pubblicato in tutto il mondo l'anno successivo. Il singolo ha raggiunto il secondo posto nella classifica dei singoli del Regno Unito, ha raggiunto il numero uno nelle Fiandre ed è entrato nella top 10 in diversi paesi, tra cui Australia, Germania, Irlanda, Italia e Nuova Zelanda.

## Descrizione
Ann Lee aveva già lavorato con Alfredo Larry Pignagnoli in progetti come Whigfield. La canzone viene da un'idea di Marco Sorcini: viene suonata in una chiave Fa maggiore a 132 BPM.

## Il video
Il video musicale di accompagnamento della canzone è stato distribuito nel 1999 dalla Energy Productions: in esso si vede Ann Lee cantare la canzone durante un comune giorno della sua vita, a partire dal risveglio; cucina, gioca con una bambola, fa una passeggiata sulla spiaggia e si lava nella sua vasca da bagno.